# Девяткин, Егор Егорович
Девя́ткин Егор Егорович (1911—?) — советский шахтёр, передовик производства, забойщик шахты «Коксовая-2» в Кузбассе.

## Биография
Родился в 1911 году.
С 1936 года работал на предприятиях Кузбасса. С 1940 по 1943 годы — начальник участка. В 1943 году перешёл на работу рядовым забойщиком. Работал одновременно в двух, а иногда 3-4 забоях перевыполняя сменную норму в три раза. 23 января 1944 года, работая в пяти забоях, выполнил норму на 1107 %. Задание января превысил в 4 раза и в мае выполнил годовую норму. В декабре ежедневно выполнял более 9 норм. Суммарно, за весь 1944 год, выдал три годовые нормы.
С декабря 1944 года возглавлял бригаду забойщиков. Под его руководством бригада добилась увеличения добычи угля в 1,5 раза при вдвое меньшем числе работающих.